# Luis Ramallo
Luís William Ramallo (Cochabamba, 4 juli 1963) is een voormalig Boliviaans voetballer, die speelde als aanvaller. Hij stapte later het trainersvak in.

## Clubcarrière
Ramallo begon zijn professionele loopbaan bij Club Destroyers en kwam daarnaast onder meer uit voor de Boliviaanse clubs Oriente Petrolero en Club Jorge Wilstermann. Bij die laatste club beëindigde hij in 1997 zijn carrière.

## Interlandcarrière
Ramallo speelde in totaal 36 interlands voor Bolivia in de periode 1989-1997 en scoorde negen keer voor La Verde. Onder leiding van de Argentijnse bondscoach Jorge Habegger maakte hij zijn debuut op 25 mei 1989 in de vriendschappelijke thuiswedstrijd tegen Paraguay in Cochabamba, die met 3-2 werd gewonnen door treffers van Álvaro Peña en Arturo García (2). Ramallo nam met zijn vaderland eenmaal deel aan de strijd om de Copa América: 1993. Tevens maakte hij deel uit van de selectie die deelnam aan het WK voetbal 1994 in de Verenigde Staten.
| Interlands van Luis Ramallo voor Bolivia | Interlands van Luis Ramallo voor Bolivia | Interlands van Luis Ramallo voor Bolivia | Interlands van Luis Ramallo voor Bolivia | Interlands van Luis Ramallo voor Bolivia | Interlands van Luis Ramallo voor Bolivia |
| №                                        | Datum                                    | Wedstrijd                                | Uitslag                                  | Competitie                               | Goals                                    |
| ---------------------------------------- | ---------------------------------------- | ---------------------------------------- | ---------------------------------------- | ---------------------------------------- | ---------------------------------------- |
| 1                                        | 25 mei 1989                              | Bolivia – Paraguay                       | 3 – 2                                    | Vriendschappelijk                        |                                          |
| 2                                        | 20 augustus 1989                         | Bolivia – Peru                           | 2 – 1                                    | WK-kwalificatie                          | Goal                                     |
| 3                                        | 3 september 1989                         | Bolivia – Uruguay                        | 2 – 1                                    | WK-kwalificatie                          |                                          |
| 4                                        | 10 september 1989                        | Peru – Bolivia                           | 1 – 2                                    | WK-kwalificatie                          | Goal                                     |
| 5                                        | 17 september 1989                        | Uruguay – Bolivia                        | 2 – 0                                    | WK-kwalificatie                          |                                          |
| 6                                        | 29 januari 1993                          | Bolivia – Honduras                       | 3 – 1                                    | Vriendschappelijk                        |                                          |
| 7                                        | 31 maart 1993                            | Chili – Bolivia                          | 2 – 1                                    | Vriendschappelijk                        |                                          |
| 8                                        | 27 mei 1993                              | Bolivia – Paraguay                       | 2 – 1                                    | Vriendschappelijk                        | Goal                                     |
| 9                                        | 18 juli 1993                             | Venezuela – Bolivia                      | 1 – 7                                    | WK-kwalificatie                          | Goal                                     |
| 10                                       | 25 juli 1993                             | Bolivia – Brazilië                       | 2 – 0                                    | WK-kwalificatie                          |                                          |
| 11                                       | 8 augustus 1993                          | Bolivia – Uruguay                        | 3 – 1                                    | WK-kwalificatie                          |                                          |
| 12                                       | 15 augustus 1993                         | Bolivia – Ecuador                        | 1 – 0                                    | WK-kwalificatie                          | Goal                                     |
| 13                                       | 22 augustus 1993                         | Bolivia – Venezuela                      | 7 – 0                                    | WK-kwalificatie                          | Goal                                     |
| 14                                       | 29 augustus 1993                         | Brazilië – Bolivia                       | 6 – 0                                    | WK-kwalificatie                          |                                          |
| 15                                       | 12 september 1993                        | Uruguay – Bolivia                        | 2 – 1                                    | WK-kwalificatie                          | Goal                                     |
| 16                                       | 19 september 1993                        | Ecuador – Bolivia                        | 1 – 1                                    | WK-kwalificatie                          | Goal                                     |
| 17                                       | 18 februari 1994                         | Verenigde Staten – Bolivia               | 1 – 1                                    | Joe Robbie Cup                           |                                          |
| 18                                       | 20 februari 1994                         | Colombia – Bolivia                       | 2 – 0                                    | Joe Robbie Cup                           |                                          |
| 19                                       | 26 maart 1994                            | Verenigde Staten – Bolivia               | 2 – 2                                    | Vriendschappelijk                        |                                          |
| 20                                       | 7 april 1994                             | Colombia – Bolivia                       | 0 – 1                                    | Vriendschappelijk                        |                                          |
| 21                                       | 20 april 1994                            | Roemenië – Bolivia                       | 3 – 0                                    | Vriendschappelijk                        |                                          |
| 22                                       | 4 mei 1994                               | Bolivia – Saoedi-Arabië                  | 1 – 0                                    | Vriendschappelijk                        |                                          |
| 23                                       | 11 mei 1994                              | Kameroen – Bolivia                       | 1 – 1                                    | Vriendschappelijk                        |                                          |
| 24                                       | 13 mei 1994                              | Griekenland – Bolivia                    | 0 – 0                                    | Vriendschappelijk                        |                                          |
| 25                                       | 19 mei 1994                              | IJsland – Bolivia                        | 1 – 0                                    | Vriendschappelijk                        |                                          |
| 26                                       | 8 juni 1994                              | Bolivia – Peru                           | 0 – 0                                    | Vriendschappelijk                        |                                          |
| 27                                       | 11 juni 1994                             | Bolivia – Zwitserland                    | 0 – 0                                    | Vriendschappelijk                        |                                          |
| 28                                       | 17 juni 1994                             | Duitsland – Bolivia                      | 1 – 0                                    | WK-eindronde                             |                                          |
| 29                                       | 23 juni 1994                             | Zuid-Korea – Bolivia                     | 0 – 0                                    | WK-eindronde                             |                                          |
| 30                                       | 27 juni 1994                             | Bolivia – Spanje                         | 1 – 3                                    | WK-eindronde                             |                                          |
| 31                                       | 21 september 1994                        | Chili – Bolivia                          | 1 – 2                                    | Vriendschappelijk                        | Goal                                     |
| 32                                       | 3 april 1995                             | Bolivia – Venezuela                      | 0 – 0                                    | Vriendschappelijk                        |                                          |
| 33                                       | 14 mei 1995                              | Bolivia – Paraguay                       | 1 – 1                                    | Vriendschappelijk                        |                                          |
| 34                                       | 10 november 1996                         | Bolivia – Colombia                       | 2 – 2                                    | WK-kwalificatie                          |                                          |
| 35                                       | 15 december 1996                         | Bolivia – Paraguay                       | 0 – 0                                    | WK-kwalificatie                          |                                          |
| 36                                       | 12 januari 1997                          | Bolivia – Ecuador                        | 2 – 0                                    | WK-kwalificatie                          |                                          |